# Marie-Hélène Massin
Pour les articles homonymes, voir Massin.
Marie-Hélène Massin est une réalisatrice belge née à Waremme le 18 mars 1956. Elle a fait des études de réalisation radio-TV à l'INSAS de 1974 à 1978. Marie-Hélène Massin travaille depuis 1979 à la Communauté française de Belgique dans le secteur du cinéma et de l’audiovisuel.

## Filmographie
- 1978 : Et si on se passait des patrons ? (coréal. Monique Quintart), 38'
- 1982 : Grosso Modo, 38'
- 1987 : Voyage, 12'
- 1995 : Rue de l'Abondance, 54'
- 1996 : Le bourgmestre a dit, 52'
- 1998 : Petites filles, 52'
- 2001 : Petits désordres, 8'
- 2002 : C'est notre pays pour toujours